# Railaco
Railaco (Railako, Liu) ist der Hauptort des osttimoresischen Verwaltungsamt Railaco (Gemeinde Ermera).

## Geographie

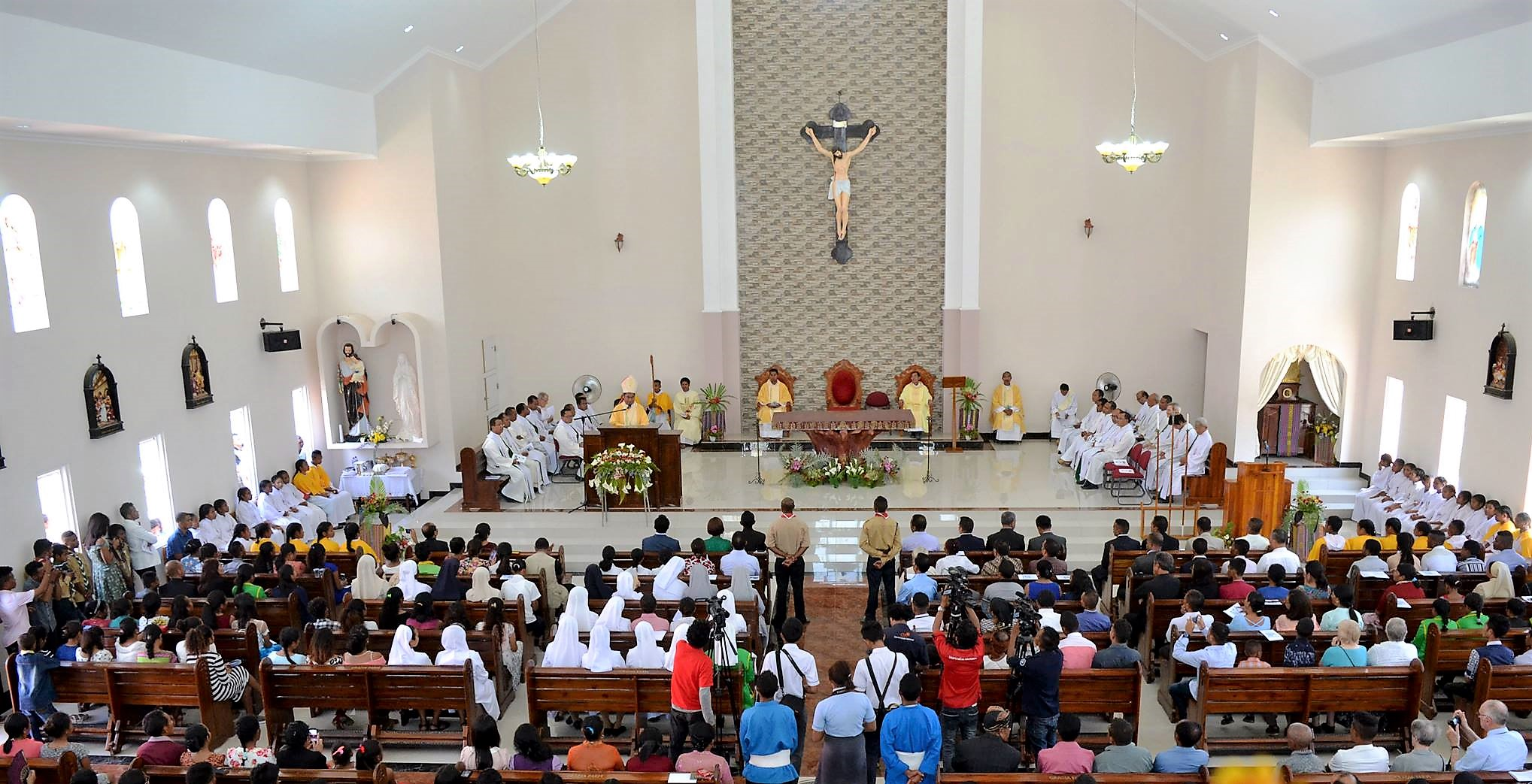
Pfarrkirche Nossa Senhora Fatima Railaco

Der Ort Railaco liegt im Suco Liho, in einer Höhe von 647 m über dem Meer. Zur Gemeindehauptstadt Gleno sind es von Railaco aus etwa 7 km in Luftlinie nach Süden, bis zur Landeshauptstadt Dili etwa 16 km nach Nordosten. In Railaco gibt es eine Grundschule (Escola Primaria Railaco), eine Prä-Sekundärschule, einen Hubschrauberlandeplatz und ein kommunales Gesundheitszentrum.

## Geschichte
Von einem australischen Soldaten, der während der Schlacht um Timor (1942–1945) hierher kam, wird Railaco als größerer Ort beschrieben, der aus ein paar Läden entstand. Wo zunächst auf einem flachen Plateau ein Markt und ein portugiesisches Haus standen, gab es nun ein großes strohbedecktes Gebäude aus Ziegeln.
Aus ein paar Läden am Straßenrand ist eine ziemlich große Gemeinde geworden, die sich größtenteils auf der gegenüberliegenden Straßenseite befindet. Auf dem flachen Plateau, auf dem sich der Basar, ein portugiesisches Haus und das große strohgedeckte Gebäude befanden, steht jetzt ein ebenso großes Gebäude aus Besser-Blocks.
Im März/April 1976 drangen indonesische Truppen auch in das Verwaltungsamt Railaco ein. Dabei wurden gezielt auch Zivilisten ermordet. Zur besseren Kontrolle des Landes wurden Osttimoresen zwangsumgesiedelt. Dafür wurden sie in Transit Camps untergebracht. Eines der schlimmsten Lager befand sich ab Ende 1979 in Railaco. In ihm wurden Menschen durch das indonesische Bataillon 721 interniert, die besonders lange mit den Widerstandskämpfern in den Bergen gelebt hatten. Überlebende berichten, dass sie Wurzeln und Blättern sammeln mussten, um nicht zu verhungern. Nur einmal bekamen die Internierten von den Soldaten eine kleine Menge Mais und gesalzenen Fisch. Der Fisch verursachte bei den Unterernährten Durchfall, was oft tödliche Folgen hatte. Nie besuchten Hilfsorganisationen das Lager. Nach den Berichten starben bis zu zehn Menschen pro Tag, vor allem Kinder und Alte.
Zu Gewalttaten durch pro-indonesische Milizen kam es in Railaco auch nach dem Unabhängigkeitsreferendum in Osttimor 1999.